# K형 주계열성계의 생명체 거주가능성
다음은 K형 주계열성 주위에 생명체가 탄생할 가능성에 대한 설명이다.
K형 주계열성은 외계 생명체를 거느리는 항성의 후보이다. 이들은 태양보다 주계열 단계에서 오랫동안 머물러 별 주위를 도는 어떤 행성에서 생명체가 탄생할 수 있게 해 준다. 태양처럼 K형 별 역시 '골디락스 별'로 불리며 자외선을 제외한 복사에너지 영역에서 방사선을 넉넉히 방출하여 K별 주위를 도는 행성 표면에 액체 형태로 물이 존재 가능할 정도의 온도를 형성해 준다. 이 경우 생명체 거주가능 영역은 항성으로부터 0.25 ~ 1.3 천문 단위로 이 영역 안을 도는 행성은 항성으로부터 적절히 떨어져 있어 조석력을 강하게 받지 않아 행성의 한쪽 면이 항성을 향해 고정될 가능성이 줄어든다. K형 별은 생명체에 치명적인 항성 플레어가 자주 발생하지 않아 안정적인 진화에 도움이 된다. 반대로 적색 왜성은 거주가능 영역이 항성에서 매우 가까워 행성이 자전을 멈출 가능성이 높으며 항성 활동이 너무 활발하여 생명체에게 부정적인 환경을 조성한다. K형 항성 주변에서 발견된 외계 행성은 몇 되지 않으나 이들은 외계 생명체를 품을 가능성이 높은 후보이다.

## 생명체 거주가능 영역
K형 주계열 별의 생명체 거주가능 영역은 항성으로부터 0.25 ~ 1.3 천문단위 거리이다. 이 영역에서 외계 행성은 상대적으로 적은 양의 자외선 방사선을 받으며 특히 띠 바깥 경계면은 자외선 복사량이 크게 줄어든다. 이는 생명체가 태어나는 데 있어 호의적인 환경으로 행성 표면에 액체 물이 존재 가능할 정도로 충분한 에너지량이지만 생명체를 죽일 정도로 강렬하지는 않다. 그러나 일부 수학적 모형에 따르면 행성에 다이너모로 만들어진 자기장이 가능한 범위에서 가장 강력하게 존재한다고 가정하더라도 별로부터 0.8 천문단위보다 가까운 행성은 코로나 질량 방출과 극자외선 방출로 인해 대기 상당량을 잃어버릴 것이다. 0.8 천문단위보다 멀리 있다고 하더라도 열을 가둬놓기 위해서는 대기량이 많아야 하고 질량이 작은 행성은 이처럼 많은 대기를 붙잡아 둘 수 없다. 다만 극관이 큰 행성은 행성 전 위도에 걸쳐 암석이 적게 노출되어 대기로부터 이산화 탄소가 암석에 고정되는 양이 줄어들 것이다. 그 결과 어머니 항성으로부터 다소 멀고, 지구와 질량이 비슷하거나 좀 더 작은 행성이라도 효과적으로 온실 효과가 발생하여 생명을 품기에 적절한 온도가 유지될 것이다.
K형 별은 주계열 단계에 태양과 같은 G형보다 훨씬 더 오래 머무르기 때문에 생명체 거주가능 영역은 항성의 일생에 걸쳐 그 범위가 크게 변하지 않고 안정적으로 유지된다. K형 별의 생물권 폭을 볼 때 '뜨거운 K' 분광형의 경우 생물권 중간~바깥 경계 정도에 행성이 있을 경우 어머니 별의 조석력 때문에 자전이 멈출 가능성은 적다. 이는 생명체 탄생에 매우 유리한 조건으로 행성은 자전함으로써 항성으로부터 받은 열을 행성 전 경도 영역에 골고루 나눠주기 때문이다. 여기에 만약 행성의 자전축이 기울어져 있을 경우 계절이 존재할 가능성이 높고 이는 경도상 받은 열을 위도상으로 분배해 줄 것이다.

## 생명체 존재가능 후보
지금까지 발견된 여러 K형 항성 주변의 행성 중 생명체가 존재할 환경으로 적합하다고 여겨지는 후보는 여럿 있다. 대표적인 것은 슈퍼지구 글리제 370 b로 질량은 지구의 24 ± 5 배이다. 이런 행성은 더 있을 것이며 케플러 망원경은 K별 주위 지구와 비슷한 환경을 지닌 행성을 찾고 있다. 케플러 망원경이 찾은 후보 중 케플러-62가 자식 행성에 상기 조건을 만족시켜 줄 것으로 보이는 천체이다.

## 같이 보기
- K형 주계열성
- 행성 거주가능성
- 생명체 거주가능 영역
- 적색왜성계의 생명체 거주가능성